# Посередники
Посередники (англ. Middle Men) — американський комедійний фільм, знятий у 2009 році.

## Сюжет
Ставши партнером в перспективній інтернет-компанії, хороший чоловік і батько двох дітей Джек Гарріс дізнався, що його новою справою стане менеджмент в галузі розваг для дорослих. Його звичним оточенням швидко стають старлетки, аферисти, російська мафія, федеральні агенти і міжнародні терористи. Але тільки своїм життєвим пріоритетам — шлюбові і сім'ї — Джек щосили намагається не зраджувати.

## У ролях
- Люк Вілсон — Джек Гарріс
- Джованні Рібізі — Вейн Бірінг
- Гебріел Махт — Бак Долбі
- Джеймс Каан — Джеррі Гаґґерті
- Джасінда Беррет — Діана Гарріс
- Кевін Поллак — Курт Аллманс
- Лаура Ремсі — Одрі Девнс
- Раде Шербеджия — Микита Соколов
- Террі Крюс — Джеймс
- Келсі Греммер — Френк Гріффін
- Грем МакТавіш — Іван Соколов
- Роберт Форстер — Луї ЛА ЛА
- Джон Ештон — Морган
- Джейсон Антун — Денні Z
- Мартін Коув — Сенатор США
- Дайан Соррентіно — Рейвен Свелловс
- Стейсі Елісон — Александра Рейнс